# Vincent Hauuy
Vincent Hauuy, né le 23 avril 1975 à Nancy, est un concepteur de jeux vidéo, un romancier et un scénariste français spécialisé dans les romans policiers.

## Biographie
Concepteur de jeux vidéo, Vincent Hauuy a obtenu en 2000 un master en information et communication à l'Université de Metz. Il remporte le prix VSD-RTL du meilleur thriller français en 2017 pour son premier livre, Le Tricycle rouge publié à l'origine sur la plateforme Fyctia puis aux  Éditions Hugo et Cie. Le roman a été vendu à plus de 100 000 exemplaires. Il a vécu à Montréal, au Québec de 2012 à 2018. À présent, il réside au Portugal.

### Romans
- Le Tricycle rouge. Paris : Hugo thriller, 2017, 490 p.  (ISBN 978-2-7556-3342-9) Rééd. Le Livre de Poche thriller n° 34927, 2018, 503 p.  (ISBN 978-2-253-01445-4)
- Le Brasier. Paris : Hugo thriller, 2018, 526 p.  (ISBN 978-2-7556-3712-0) Rééd. Le Livre de Poche thriller n° 35388, 2019, 570 p.  (ISBN 978-2-253-25809-4)
- Dans la toile. Paris : Hugo thriller, 2019, 395 p.  (ISBN 978-2-7556-4102-8) Rééd. Le Livre de Poche thriller n° 35812, 2020, 401 p.  (ISBN 978-2-253-24156-0)
- Survivre. Paris : Hugo thriller, 2020, 424 p.  (ISBN 978-2-7556-4750-1) Rééd. Le Livre de Poche thriller n° 36100, 2021, 477 p.  (ISBN 978-2-253-24182-9)
- L'Étudiant. Paris : coll. « HarperCollins Noir », HarperCollins, 2021, 313 p.  (ISBN 979-10-339-0970-5) Rééd. Harper Collins Poche, 01/2023, 336 p.  (ISBN 979-10-339-1353-5)

### Nouvelles
- Le "Barbe-Bleue", dans Storia : 17 auteurs de thrillers s'engagent pour ELA, anthologie sous la direction de Bertrand Pirel. Paris : Hugo poche, coll. "Suspense" n° 202, 10/2020, p. 305-331.  (ISBN 978-2-7556-8517-6)
- Miracle, dans Respirer le noir, anthologie sous la direction d'Yvan Fauth. Paris : Belfond, 05/2022, p. 185-223.  (ISBN 978-2-7144-9591-4)